# Charles Darwin Research Station

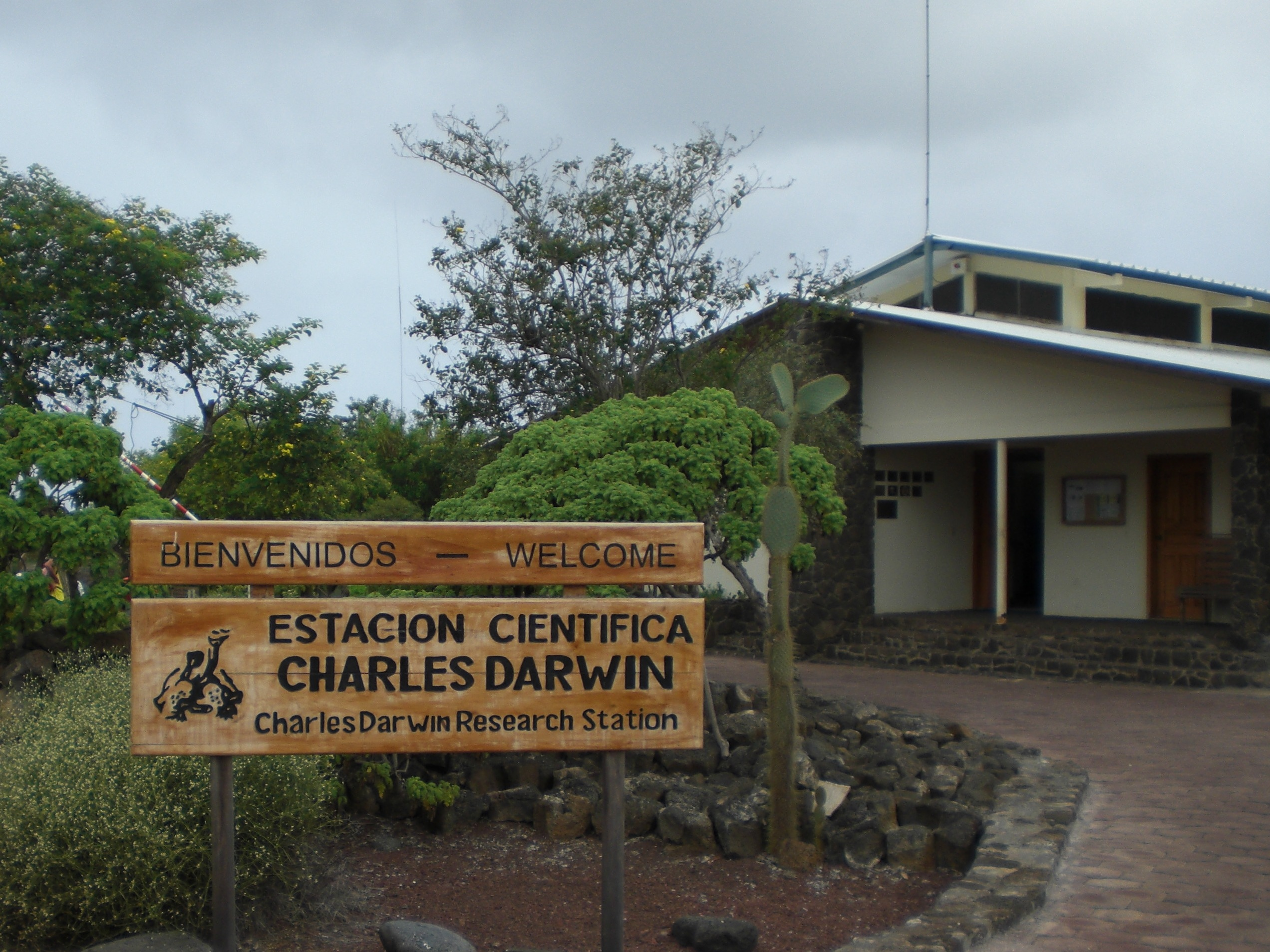
Charles Darwin Research Station

Het Charles Darwin Research Station (CDRS) in Puerto Ayora op Santa Cruz, een van de Galapagoseilanden, is een onderzoekinstelling die sinds 1964 onderdeel is van de Charles Darwin Foundation (CDF). Laatstgenoemde stichting is opgericht in 1959 door UNESCO en International Union for Conservation of Nature and Natural Resources. Het doel van de CDF is onder andere het verrichten van ecologisch en ander natuurwetenschappelijk onderzoek gericht op het behouden van het Galápagos-ecosysteem. Zo wordt onderzoek verricht naar het behoud van endemische vogelsoorten die dreigen uit te sterven zoals de mangrovevink en de floreanaspotlijster. Deze vogelsoorten worden bedreigd door een parasitaire invasieve soort vlieg (Philornis downsi). 
Het centrum wordt door meer dan 100.000 toeristen per jaar bezocht. Bezoekers aan het Charles Darwin Research Station worden aangemoedigd om donaties te geven aan de CDF. Naast onderzoek doen geeft de CDF ook advies aan de regering en toeristische bedrijven om ervoor te zorgen dat de negatieve gevolgen van het toerisme op de eilanden wordt geminimaliseerd. Indien je meer dan 25 USD doneert, ontvang je elke jaar het laatste nieuws over de Galapagoseilanden door middel van een bulletin en magazine.
Het CDRS exploiteert ook een winkel (giftshop). Sinds 2014 is het mogelijk na afspraak vooraf en tegen een vergoeding, om een exclusieve "VIP-tour" door het instituut te maken en waarbij bezoekers kennis maken met de onderzoekers en hun werk en de collecties mogen bekijken.